# Elattoneura coomansi
Elattoneura coomansi – gatunek ważki z rodziny pióronogowatych (Platycnemididae). Występuje na Półwyspie Malajskim, Borneo i wyspach sąsiadujących z Sumatrą; możliwe że także na samej Sumatrze.